# 어메이징 스파이더맨 (영화)
《어메이징 스파이더맨》(영어: The Amazing Spider-Man)은 2012년에 개봉한 미국의 슈퍼히어로 영화로, 마블 코믹스에 등장하는 가상의 스파이더맨 캐릭터와 동명의 캐릭터들이 만화를 원작으로 하였다. 스파이더 맨의 네 번째 영화이며, 감독은 마크 웨브, 각본은 제임스 밴더빌트, 엘빈 사전트, 스티브 클로브스가 썼고, 앤드류 가필드가 피터 파커 / 스파이더맨 역할, 엠마 스톤이 그웬 스테이시 역할, 리스 이반스이 커트 코너스 박사 역할, 데니스 리어리가 조지 스테이시 청장 역할 외에도 샐리 필드와 마틴 쉰이 피터 파커의 숙모 메이 파커 역할과 삼촌 벤 파커 역할로 각각 출연했다. 이 영화는 이종교배를 한 실험용 거미에 물린 후 유전자 변형으로 초능력을 가진 스파이더 맨이 되는 뉴욕에 사는 십대 고등학생의 피터 파커의 이야기로 파커는 돌연변이 도마뱀 인간이 된 악당 커트 코너스 박사에 맞서 싸운다.
영화는 당초 2010년, 《스파이더맨 4》라는 제목으로 샘 레이미가 감독을 하고 토비 맥과이어가 출연한 시리즈의 후속편으로 나올 예정이였지만, 하지만 등장인물 문제를 두고 레이미 감독과 제작사 간의 의견차이에 마찰이 일어나면서 감독과 배우가 모두 하차하면서 결국 무산되었고, 이후 제임스 밴더빌트가 스토리를 쓰고 엘빈 사전트, 제임스 밴더빌트가 각본에 참여하면서 리부트로 제작이 시작되었다. 주요 촬영은 뉴욕으로 이동하기 전에 2010년 12월 로스 앤젤레스에서 시작했다. 제임스 호너가 영화 음악을 담당했다. 이 영화는 2012년 6월 30일에 도쿄 프리미어 시사회에서 첫 상영되었고, 미국에서는 2D, 3D와 IMAX 3D로 2012년 7월 3일에 개봉되었다.
이 영화는 2012년 일곱 번째로 높은 수익률을 기록한 영화로 전 세계적으로 7억 5700만달러의 수익을 올리며 큰 성공을 거두었다.

## 줄거리
젊은 피터 파커는 그의 아버지이자 비즈니스 거물인 리차드 파커의 서재가 도난당한 것을 발견한다. 피터의 부모는 숨겨진 문서를 수집하고 피터를 메이 숙모와 벤 삼촌의 집으로 데려가 신비롭게 떠난다. 몇 년 후 십대 피터는 미드타운 과학고등학교에 다닌다. 그는 똑똑하지만 사회적으로 어색하고 종종 괴롭힘을 당한다. 그는 또한 자신의 감정을 돌려주는 그웬 스테이시에게 반했다.
그의 아버지가 종간 유전학 분야의 오스코프의 과학자인 커트 박사 코너스와 친구라는 사실을 알게 된 피터는 오스코프에 몰래 들어가 유전자 변형 거미에게 물 렸다. 그런 다음 그는 초인적인 힘, 예리한 감각, 민첩성 및 속도와 같은 거미와 같은 능력을 개발했음을 발견한다. 피터는 아버지의 서류를 조사하고 오른팔이 팔꿈치 위에서 절단된 코너스를 방문한다. 피터는 자신이 리처드의 아들임을 밝히고 코너스에게 사지 재생에 대한 코너스의 실험에서 누락된 부분인 아버지의 "감쇠율 알고리즘"을 제공한다. 집에서 피터와 벤은 다투고 피터는 떠난다. 편의점에서 피터는 인색한 출납원과 대면한다. 그런 다음 세 번째 남자가 가게를 털고 피터는 출납원에게 돌아 가기 위해 탈출하도록 허용하지만 강도는 피터를 찾고있는 벤 삼촌을 만난다. 벤 삼촌이 강도에게 총을 맞고 피터가 도착하고 그의 삼촌이 팔에 안겨 죽는다. 피터는 자신의 새로운 능력을 사용하여 살인자의 설명과 일치하는 범죄자를 추적한다. 그는 자신의 신분을 숨기기 위해 마스크와 스판덱스 수트를 만든다. 그는 또한 손목시계로 기계식 웹슈터를 만들어 팔/손목에 부착한다. 그웬의 가족과의 저녁 식사에서 그는 그녀의 아버지가 새로운 자경단 영웅을 싫어하는 경찰 대장 조지 스테이시임을 알게된다.
피터는 그웬에게 자신의 신분을 밝히고 키스한다. 도마뱀 DNA를 사용하는 실험실 쥐의 성공을 본 후 코너스의 우수한 라타는 코너스가 즉시 인간 실험을 시작할 것을 요구한다. 코너스는 약물 검사 절차를 서두르고 무고한 사람들을 위험에 빠뜨리는 것을 거부한다. 라타는 코너스를 해고하고 베테랑 어드미니스트레이션(Veterans Administration) 병원에서 혈청을 테스트하기로 결정한다. 절박한 행동으로 코너스는 공식을 스스로 시도한다. 기절한 후 그는 잃어버린 팔이 재생된 것을 알고 깨어난다. 라타가 병원으로가는 중임을 알게 된 코너스는 그를 가로 채러간다. 윌리엄스버그 다리에 도착했을 때 그는 폭력적인 인간형 파충류가 되었다. 이제 자신을 스파이더맨이라고 부르는 피터는 코너스의 공격으로부터 다리에 있는 사람들을 구한다. 하수도에서의 전투 후 도마뱀은 스파이더맨의 정체를 알게 되고 학교에서 피터를 공격한다. 경찰은 스파이더맨과 리자드를 찾기 위해 수사를 시작한다. 그들은 결국 스파이더맨을 코너링하여 스테이시 대위가 스파이더맨이 피터임을 발견하고 그가 리저드를 막으러 가도록 한다. 리저드는 인류를 괴롭힌다고 믿는 약점을 제거하기 위해 오스코프의 탑에서 화학 구름을 방출하여 모든 인간을 파충류로 만들 계획이다.
그웬은 피터가 분산시켜 코너스와 그의 희생자를 정상으로 복원하지만 리저드가 스테이시 선장에게 치명적인 상처를 입히기 전에는 해독제를 만든다. 죽기 전에 스테이시 대위는 피터에게 그녀를 안전하게 지키기 위해 그웬을 피하라고 요청한다. 피터는 처음에는 그렇게 하지만 둘 다 불행한 것을 보고 결국 그녀를 볼 수 있음을 암시한다.
학점 중간 장면에서 수감된 코너스는 그림자 속에 있는 남자와 이야기하며 피터가 아버지에 대한 진실을 알고 있는지 묻는다. 코너스는 남자가 사라지기 전에 피터를 혼자 남겨 두도록 요구한다.

## 배역

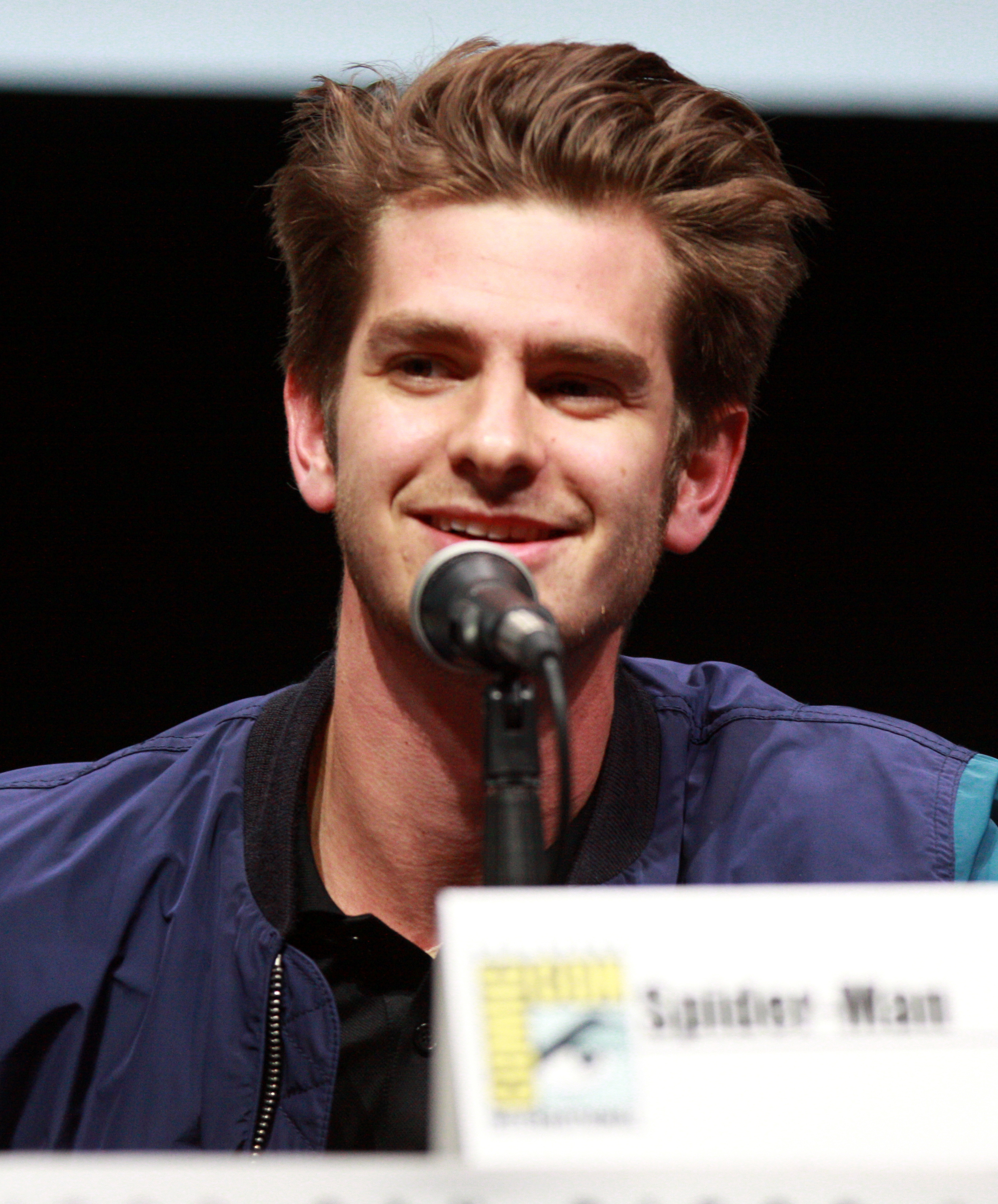
2013년 샌디에이고 코믹콘 인터내셔널에서 가필드.

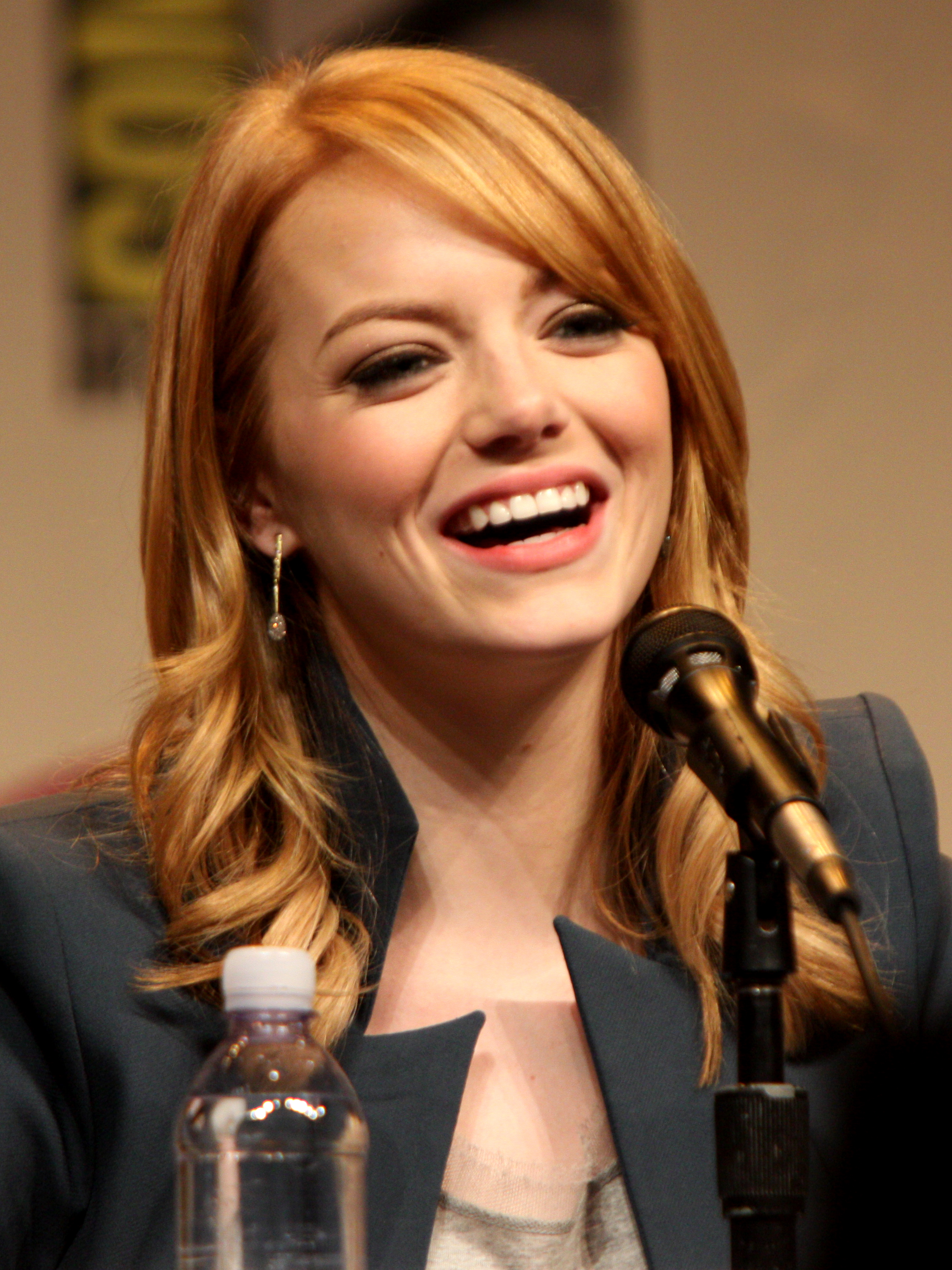
2013년 샌디에이고 코믹콘 인터내셔널에서 스톤.

- 앤드류 가필드 - 피터 파커 / 스파이더맨 역
  - 맥스 찰스 - 어린 피터 역
- 엠마 스톤 - 그웬 스테이시 역
- 리스 이반스 - 커트 코너스 박사 / 리저드 역
- 데니스 리어리 - 조지 스테이시 청장 역
- 마틴 쉰 - 벤 삼촌 역
- 샐리 필드 - 메이 숙모 역
- 이르판 칸 - 라지트 라타 역
- 캠벨 스콧 - 리처드 파커 역
- 엠베스 데이비츠 - 메리 파커 역
- 크리스 질카 - 플래시 톰프슨 역
- C. 토머스 하월 - 잭의 아버지 역
- 제이크 케이퍼 - 잭 역
- 캐리 콜먼 - 헬렌 스테이시 역
- 앤디 페소아 - 고든 역

- 애니 퍼리스 - 마사 코너스 역
- 리프 E. 갠트부트 - 금전등록기 도둑 역
- 해나 마크스 - 미시 켈런백 역
- 켈시 초 - 섹시녀 역
- 케빈 매코를 - 크레이머 씨 역
- 바버라 이브 해리스 - 리터 역
- 스탠 리 - 도서관 사서 역
- 톰 웨이트 - 나키 역
- 대니얼 버지오 - 니키의 여자친구 역
- 키스 캠벨 - 자동차 도둑 역
- 질 플린트 - 접수원 역
- 스카일러 기손도 - 하워드 스테이시 역
- 빈센트 라레스카 - 건설 자동차 역
- 티아 텍사다 - 실라 역
- 제이 카푸토 - 지하철 남자 역
- 존 버크 - 뉴스 캐스터 역
- 테리 보즈먼 - 교장 역
- 제니퍼 라이언스 - 지하철 여 역
- 마이클 마시 - 그림자속 남자 역
- 엠버 스티븐스 - 에리얼 역
- 마이클 바라 - 상점 점원 역